# Vigneux-sur-Seine
Vigneux-sur-Seine è un comune francese di 27 303 abitanti situato nel dipartimento dell'Essonne nella regione dell'Île-de-France.

## Società

### Evoluzione demografica
Abitanti censiti